# Justicia boaleri
Justicia boaleri är en akantusväxtart som beskrevs av M. Hedrén. Justicia boaleri ingår i släktet Justicia och familjen akantusväxter. Inga underarter finns listade i Catalogue of Life.